# Visumar
Visumaro (muerto en el año 335) fue un rey vándalo de la facción de los asdingos. El historiador Jornandes relató que se enfrentó a Geberico, rey de los visigodos, a orillas de un río húngaro. En ese enfrentamiento perdió la vida; no obstante, los asdingos dieron armas a los esclavos y consiguieron rechazar a los godos.